# Hochgschaid
Hochgschaid ist eine Katastralgemeinde und Ortschaft in der Gemeinde Stössing im Bezirk St. Pölten-Land in Niederösterreich.

## Lage
Der Ort liegt an der Straße zwischen Innermanzing und Stössing, die in Hochgschaid mit 510 m ü. A. ihren höchsten Punkt findet.

## Geschichte

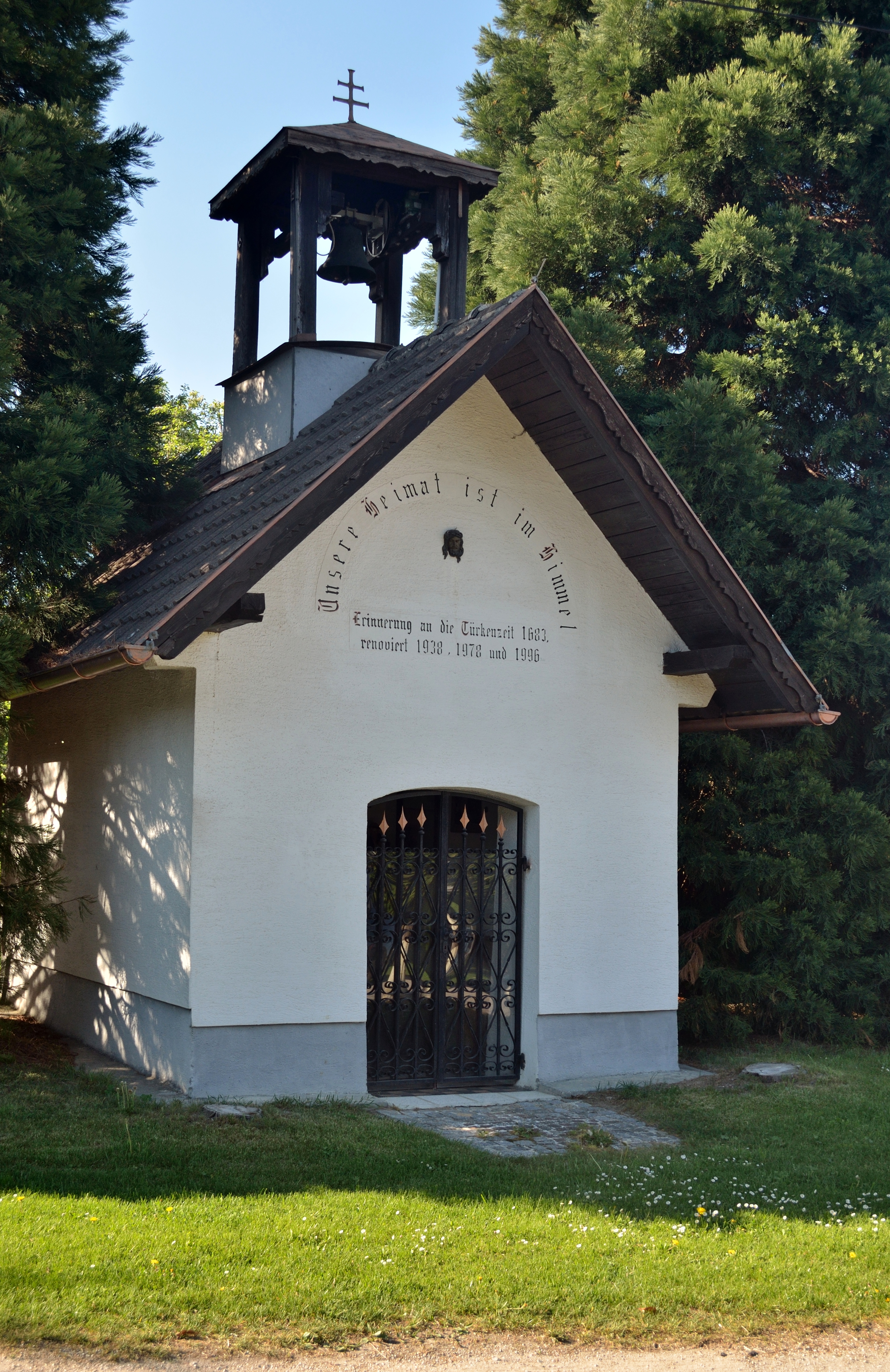
„Türkenkapelle“ Hochgschaid

Während des Großen Türkenkrieges fielen im Jahr 1683 die Türken in den Ort ein und verwüsteten die Ortschaft zur Gänze, woran die Türkenkapelle erinnert.
Im Jahr 1822 wurde der Ort als Dorf mit 15 Häusern genannt, das nach Stössing eingepfarrt war, wohin auch die Kinder eingeschult wurden. Die Herrschaft Neulengbach besaß die Ortsobrigkeit, übte die Landgerichtsbarkeit aus und die Herrschaft Kasten besorgte die Konskription. Die Untertanen und Grundholde des Ortes gehörten den Herrschaften Kasten, Neulengbach, Stollberg, Walpersdorf und Baumgarten.
Laut Adressbuch von Österreich waren im Jahr 1938 in Hochgschaid zwei Gastwirte und einige Landwirte ansässig.

## Kulturdenkmäler
Bei Hochgschaid befinden sich zwei unter Denkmalschutz stehende Aquädukte der II. Wiener Hochquellenwasserleitung: das Aquädukt in der Au und das Hochgschaiderbachaquädukt.